# Port lotniczy Baotou
Port lotniczy Baotou (IATA: BAV, ICAO: ZBOW) – port lotniczy położony 22,5 km od Baotou, w regionie autonomicznym Mongolia Wewnętrzna, w Chińskiej Republice Ludowej.

## Linie lotnicze i połączenia
| Linia Lotnicza          | Kierunek |
| ----------------------- | --- |
| Air China               | 1. Pekin 2. Wuhan |
| Chengdu Airlines        | 1. Chengdu-Tianfu 2. Shenyang 3. Ulanhot 4. Xilinhot |
| China Eastern Airlines  | 1. Nankin 2. Ningbo |
| China Express Airlines  | 1. Changsha 2. Chifeng 3. Chongqing 4. Erenhot 5. Guiyang 6. Hangzhou 7. Harbin 8. Jinan 9. Linfen 10. Manzhouli 11. Shenyang 12. Taiyuan 13. Tongliao 14. Ulanhot 15. Xilinhot 16. Zhengzhou |
| China Southern Airlines | 1. Guangzhou 2. Zhengzhou |
| China United Airlines   | 1. Shijiazhuang 2. Wenzhou |
| Loong Air               | 1. Chifeng 2. Xi’an |
| Ruili Airlines          | 1. Kunming 2. Tiencin |
| Shandong Airlines       | 1. Taiyuan 2. Xiamen |
| Shanghai Airlines       | 1. Szanghaj-Pudong |
| Shenzhen Airlines       | 1. Shenzhen |
| Tianjin Airlines        | 1. Hulun Buir 2. Xi’an |